# Naturalismo (filosofia)
Il naturalismo è un indirizzo filosofico secondo il quale la natura è, direttamente o indirettamente, l'oggetto primario dell'indagine filosofica.

Pan e Cupido, in una rappresentazione di vita naturalistica, ad opera di Federico Zuccari.

Tale impostazione può essere contrapposta ad altre che, pur appartenendo al comune filone della filosofia della natura, non si limitano alla speculazione intorno alla sfera del naturale-materiale, ma lasciano spazio anche ad altri orizzonti, per esempio di tipo esistenzialistico.

## Definizioni ed usi del termine in filosofia
Secondo il naturalismo, la realtà può essere compresa esclusivamente o primariamente attraverso le leggi naturali, senza ricorrere a principi di ordine trascendente o spirituale. Il naturalismo può essere inteso pertanto come sinonimo di materialismo, in opposizione a spiritualismo e idealismo, o anche al finalismo teleologico.
Si può parlare tuttavia di naturalismo in ambito religioso per riferirsi a quelle correnti filosofiche ascrivibili a concezioni immanentistiche che identificano il divino con la Natura, spesso inteso come Anima del mondo (matrice collettiva delle singole anime) che si autogenera e vive all'interno di essa: in questo caso il termine diventa sinonimo di panteismo, e può avere correlazioni con l'animismo o con quelle forme pagane di spiritualità riconducibili entro la cornice della cosiddetta Vecchia Religione.
In sede storiografica il termine identifica il pensiero di quei filosofi che si occupavano, in particolare prima della nascita della scienza moderna, di tematiche relative alla natura e alla realtà sensibile, privilegiando lo studio del cosmo o dell'essere rispetto alle questioni incentrate piuttosto sull'uomo e sull'etica.

## Il naturalismo antico (periodo cosmologico)

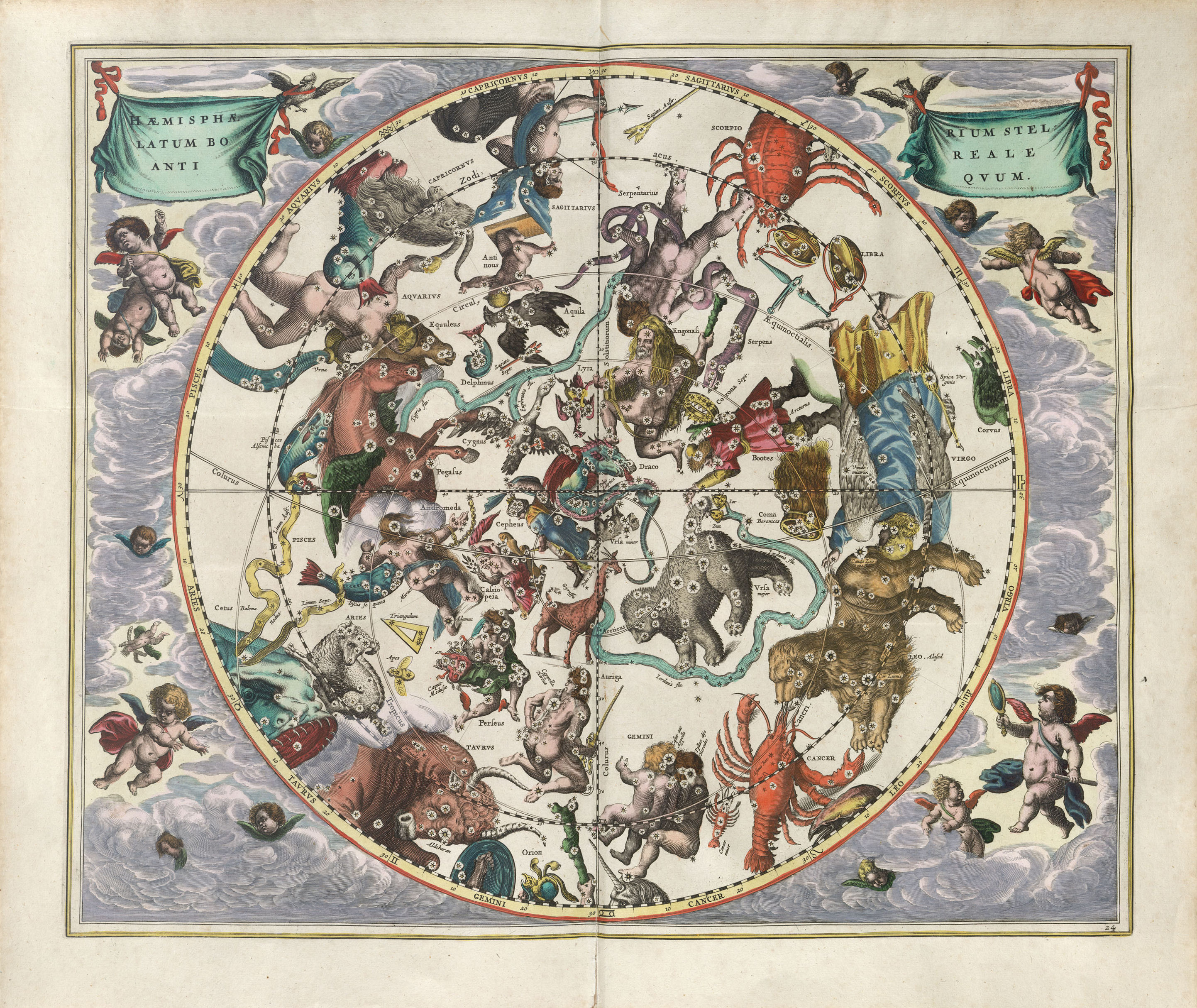
Costellazioni dell'emisfero celeste settentrionale, assimilate ad esseri animali (da Harmonia Macrocosmica di Christoph Cellarius)

Nel filone del naturalismo figurano i più antichi filosofi greci di Mileto (VII-VI secolo a.C.), dediti alla ricerca di un principio originario e unitario, denominato archè, a cui ricondurre la molteplicità del mondo e nel quale trovare la causa dell'incessante prodursi dei fenomeni naturali. Il primo di essi fu Talete, il quale poneva all'origine di tutto l'acqua; il secondo Anassimandro, che invece postulava un indefinito-infinito (l'ápeiron) come spiegazione del finito; il terzo Anassimene, che identificava il princìpio primo nell'aria (pneuma). Tale elemento originario, per tutti loro, era la fonte di ogni altro aspetto del cosmo stesso, da ciò l'espressione naturalismo cosmologico. Un'altra loro caratteristica peculiare era l'ilozoismo, concezione per cui la natura è un tutto animato e vivente, proprio come un organismo.
Mentre i primi filosofi presocratici ponevano dunque un principio unitario all'origine di tutto, seguiti in questa loro impostazione soprattutto da Pitagora, Parmenide ed Eraclito, sarà invece con Empedocle e Anassagora che la ricerca dell'archè comincia a volgersi in una direzione pluralistica. Empedocle di Agrigento parla di quattro elementi che sono riuniti però originariamente nello Sfero grazie alla forza attrattiva dell'Amore. Anassagora di Clazomene, nella Ionia, individua in maniera più radicale una pluralità infinita di semi, altrimenti detti omeomerie, contenuti in ogni oggetto della natura e capaci di tramutarsi in qualsiasi altro elemento, per cui tutto risulta potenzialmente presente in tutto. Al di sopra dell'omeomerie vi è comunque un principio spirituale, o Nùs, un puro Pensiero autocosciente che determina il volgersi in un modo piuttosto che in un altro di quei semi.
Sempre nella Ionia, l'attuale Asia Minore, nasce Leucippo, a Mileto, per trasferirsi poi ad Abdera. Come Anassagora egli fonda una scuola naturalistica che riprende i presupposti dei vecchi milesii sopra citati, ma in una direzione più decisamente materialistica. Con Leucippo, ciò che era un monismo naturalistico (l'arché unica) diventa un pluralismo ontologico, dove gli atomi sono gli elementi primi della natura.
Il pensiero di Leucippo viene ripreso dal suo allievo Democrito, che concepisce gli atomi in forma meccanica, non sottoposti cioè ad alcun princìpio spirituale, ma soggetti unicamente a leggi deterministe di causa-effetto; verrà quindi rilanciato da Epicuro nel IV secolo a.C., assumendo quella forma di atomismo che il poeta Lucrezio Caro a metà del I secolo a.C. avrebbe rielaborato, coniando anche il termine di clinamen (traduzione del greco parenklisis), rinverdito poi dai Libertini e da Pierre Gassendi nel XVII secolo.
Il naturalismo intanto era però entrato in crisi a seguito non solo della sofistica, ma soprattutto della riflessione di Socrate, incentrata principalmente sull'uomo e su problematiche etico-esistenziali.
Platone concilierà tuttavia la riflessione morale con quella naturalistica, introducendo dei princìpi primi in grado di guidare il perenne fluire dei fenomeni, escludendo i quali la teoria atomistica non aveva saputo spiegare perché la materia si aggreghi sempre in un certo modo, per formare ad esempio ora un cavallo, ora un elefante, strutturandosi secondo criteri precostituiti come fosse dotata di intelligenza.
Anche Aristotele obietterà a Democrito che l'evoluzione di un essere vivente, ad esempio da un uovo a una gallina, non può essere il risultato di semplici combinazioni fortuite di atomi: esso possiede leggi proprie che agiscono interiormente e ne connotano la "sostanza", diverse dai meccanismi di causa-effetto che agiscono dall'esterno, i quali sono solo "accidentali". Ogni organismo è quindi concepito da Aristotele in forma unitaria, come entelechia, cioè come entità che abbia in se stessa il criterio che la fa evolvere. Ne risulta che la Natura è
(Aristotele, Metafisica, libro IV)

## Il naturalismo rinascimentale

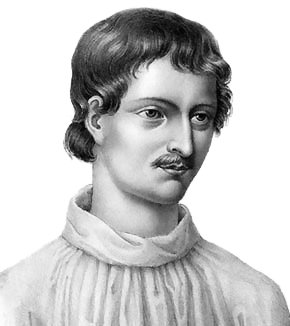
Giordano Bruno

Se il primo Rinascimento si fa promotore di una visione umanistica che esalta la libertà e la dignità dell'uomo, si ha comunque una ripresa anche del naturalismo come riflessione autonoma sulla natura, anticipata ad esempio da Lorenzo Valla, dal Poliziano, o dalla concezione amorosa del Boccaccio. Sviluppatosi a partire soprattutto dal 1500, esso vede l'indagine naturale come uno strumento indispensabile per la realizzazione dei fini umani nel mondo. In altre parole rappresenta la rinascita dell'uomo come essere inserito nella natura.
Questo movimento filosofico considera l'uomo l'artefice della natura (homo faber) e, di conseguenza, punta ad un approfondimento della conoscenza del mondo. In questo filone si inserisce ad esempio l'aristotelico Pietro Pomponazzi.
Ma anche il neoplatonismo è dedito allo studio della natura, dando origine alla filosofia naturale, attraverso la pratica della magia: questa andava in cerca di formule o procedimenti intelligibili da utilizzare come chiave per decifrare i vari misteri naturali, concedendo così all'uomo un potere illimitato sulla natura.
Come nei primi filosofi greci, il mondo viene interpretato in un'ottica monistica, senza più contrapposizione tra spirito e materia: la natura è di nuovo assimilata a un unico organismo vivente, nel quale il soffio vivificatore o Anima del mondo non opera assemblando parti più piccole fino ad arrivare agli organismi più evoluti e intelligenti (atomismo), ma il contrario: l'evoluzione della natura è resa possibile dal principio intelligente che già preesiste alla materia.
Bernardino Telesio, che pure polemizza contro Aristotele e i sistemi metafisici trascendenti, afferma l'esigenza di studiare la natura secondo i suoi propri princìpi, cioè secondo la visione tipicamente aristotelica di una ragione immanente agli organismi.
Secondo Giordano Bruno nella natura opera Dio stesso, il quale si rivela nell'uomo come Ragione, attraverso una progressiva esaltazione dei sensi e della memoria nota come eroico furore.
Tommaso Campanella si fa portatore di un sensismo cosmico, concezione per cui tutta la natura è senziente, ovvero percepisce, in quanto animata da un'idea che la rende viva.

## Il naturalismo contemporaneo
Il naturalismo contemporaneo include delle forme estreme secondo le quali la scienza dovrebbe sostituire la filosofia.
Un esponente significativo è Willard Van Orman Quine, ritenuto uno dei maggiori filosofi fisicalisti del ventesimo secolo, secondo il quale «la realtà va identificata e descritta all'interno della scienza e non nel dominio di qualche filosofia».
In realtà Quine parla di scienza intendendo le scienze naturali, ma anche le scienze esatte e le scienze umane: «nella scienza voglio includere certamente i più estremi voli della fisica e della cosmologia, e anche la psicologia sperimentale, la storia e le scienze sociali. E anche la matematica, almeno per la sua parte applicata, dato che è indispensabile alle scienze naturali».
Negli Stati Uniti il naturalismo contemporaneo è un orizzonte filosofico costituitosi a partire dall'inizio del Novecento, sistematizzato dagli anni '40 in poi soprattutto grazie al lavoro di Yervant Krikorian, curatore ed editore di Naturalism and the Human Spirit, una raccolta di saggi sul naturalismo come temperie culturale e sulla sua relazione con le humanities, scritti da alcuni dei maggiori esponenti della corrente, tra cui John Dewey, Sterling P. Lamprecht, Sidney Hook, Abraham Edel, Eliseo Vivas, Herbert W. Schneider, George Boas, Edward W. Strong, Thelma Z. Lavine, Ernest Nagel, William R. Dennes, Harri Todd Costello, Harold A. Larrabee, John Herman Randall.